# Championnat de Russie de football 2016-2017
Navigation
Édition précédente Édition suivante
CSKA Moscou
Lokomotiv Moscou
Spartak Moscou
La saison 2016-2017 de Premier-Liga est la vingt-cinquième édition de la première division russe. C'est la sixième édition à suivre un calendrier « automne-printemps » à cheval sur deux années civiles.
Les seize meilleurs clubs du pays sont regroupés au sein d'une poule unique où ils s'affrontent à deux reprises, à domicile et à l'extérieur, pour un total de 240 matchs.
En fin de saison, le premier au classement est sacré champion de Russie et se qualifie directement pour la phase de groupes de la Ligue des champions 2017-2018, tandis que son dauphin se qualifie lui pour le troisième tour de qualification de cette même compétition. Le vainqueur de la Coupe de Russie 2016-2017 est quant à lui qualifié pour la phase de groupes de la Ligue Europa 2017-2018 tandis que le troisième et le quatrième du championnat prennent part au troisième de qualification de la compétition. La place du vainqueur de la Coupe peut éventuellement être réattribuée au cinquième du championnat si celui-ci est déjà qualifié pour une compétition européenne par le biais du championnat, ce qui n'est pas le cas cette saison. Dans le même temps, les deux derniers du classement sont directement relégués en deuxième division tandis que le treizième et le quatorzième doivent disputer un barrage de relégation face au troisième et au quatrième de cette même division.
Elle voit le Spartak Moscou remporter son dixième titre de champion de Russie, le premier depuis 2001, et succéder au tenant du titre le CSKA Moscou qui termine lui deuxième. Le Zénith Saint-Pétersbourg complète le podium en troisième position tandis que le FK Krasnodar se place à la quatrième place. Le Lokomotiv Moscou remporte quant à lui la Coupe de Russie. Les deux premiers relégués sont la lanterne rouge Tom Tomsk et l'avant-dernier Krylia Sovetov Samara. Ils sont accompagnés du treizième, le FK Orenbourg, qui échoue en barrage de relégation face au SKA-Khabarovsk tandis que l'Arsenal Toula parvient à se défaire du Ienisseï Krasnoïarsk et à se maintenir.
Le Russe Fyodor Smolov du FK Krasnodar termine meilleur buteur de la compétition avec dix-huit buts, suivi du compatriote Artyom Dziouba du Zénith qui enregistre treize réalisations, tandis que le Néerlandais Quincy Promes du Spartak complète le podium avec douze buts. Le meilleur passeur est le Biélorusse Timofei Kalachev du FK Rostov avec dix passes décisives, suivi du Portugais Manuel Fernandes du Lokomotiv Moscou et de Quincy Promes qui enregistrent chacun neuf passes décisives.

## Participants
Un total de seize équipes participent au championnat, treize d'entre elles étant déjà présentes la saison précédente, auxquelles s'ajoutent trois promus de deuxième division que sont le FK Orenbourg, l'Arsenal Toula et le Tom Tomsk qui remplacent le Mordovia Saransk, le Dynamo Moscou et le Kouban Krasnodar, relégués la saison précédente. Le Dynamo effectue son retour après une année d'absence tandis que les deux autres promus découvrent la première division à cette occasion. Orenbourg effectue là ses débuts dans l'élite du football russe tandis que l'Arsenal Toula fait son retour après sa relégation en 2015 et que le Tom Tomsk retrouve la première division après quatre ans d'absence.
La ville de Moscou est la seule ville à avoir plus d'un seul représentant, comptant pas moins de trois clubs participants : le CSKA, le Lokomotiv et le Spartak. L'Oural Iekaterinbourg et Tom Tomsk sont les seuls clubs localisés dans la partie asiatique du territoire russe, tous les autres étant issus de la partie européenne.
Parmi ces clubs, trois d'entre eux n'ont jamais quitté le championnat depuis sa fondation en 1992 : les trois équipes moscovites du CSKA, du Lokomotiv et du Spartak. En dehors de ceux-là, le Zénith Saint-Pétersbourg évolue continuellement dans l'élite depuis 1996 tandis que le Rubin Kazan (2003), l'Amkar Perm (2004), l'Akhmat Grozny (2008) et le FK Rostov (2009) sont présents depuis les années 2000.
Légende des couleurs
- Phase de groupes de la Ligue des champions 2016-2017
- Troisième tour de qualification de la Ligue des champions 2016-2017
- Phase de groupes de la Ligue Europa 2016-2017
- Troisième tour de qualification de la Ligue Europa 2016-2017
- Promu de deuxième division

| Club                     | Présent depuis | Classement 2015-2016 | Entraîneur           | Depuis | Stade                           | Capacité théorique |
| ------------------------ | -------------- | -------------------- | -------------------- | ------ | ------------------------------- | ------------------ |
| CSKA Moscou              | 1992           | 1                    | Viktor Goncharenko   | 2016   | Arena Khimki VEB Arena          | 18 636 30 000      |
| FK Rostov                | 2009           | 2                    | Ivan Daniliants (en) | 2016   | Olimp-2                         | 15 843             |
| Zénith Saint-Pétersbourg | 1996           | 3                    | Mircea Lucescu       | 2016   | Stade Petrovski                 | 21 405             |
| FK Krasnodar             | 2011           | 4                    | Igor Chalimov        | 2016   | Stade Kouban Stade FK Krasnodar | 31 654 34 291      |
| Spartak Moscou           | 1992           | 5                    | Massimo Carrera      | 2016   | Otkrytie Arena                  | 45 360             |
| Lokomotiv Moscou         | 1992           | 6                    | Iouri Siomine        | 2016   | Stade Lokomotiv                 | 28 800             |
| Terek Grozny             | 2008           | 7                    | Rashid Rahimov       | 2013   | Akhmad Arena                    | 30 597             |
| Oural Iekaterinbourg     | 2014           | 8                    | Aleksandr Tarkhanov  | 2016   | SKB-Bank Arena                  | 10 000             |
| Krylia Sovetov Samara    | 2015           | 9                    | Vadim Skripchenko    | 2016   | Stade Metalurg                  | 33 004             |
| Rubin Kazan              | 2003           | 10                   | Javi Gracia          | 2016   | Kazan Arena                     | 45 379             |
| Amkar Perm               | 2004           | 11                   | Gadji Gadjiev        | 2015   | Stade Zvezda                    | 17 000             |
| FK Oufa                  | 2014           | 12                   | Sergueï Semak        | 2016   | Stade Neftianik                 | 15 234             |
| Anji Makhatchkala        | 2015           | 13                   | Aleksandr Grigoryan  | 2017   | Anji Arena                      | 26 400             |
| FK Orenbourg             | 2016           | 1 (D2)               | Robert Ievdokimov    | 2012   | Stade Gazovik                   | 7 500              |
| Arsenal Toula            | 2016           | 2 (D2)               | Sergueï Kiriakov     | 2016   | Stade Arsenal                   | 20 048             |
| Tom Tomsk                | 2016           | 3 (D2)               | Valeri Petrakov      | 2016   | Trud Stadium                    | 10 028             |

1. 1 2 3  N'est ici comptée que la période depuis la fondation du championnat russe en 1992, indépendamment de l'éventuelle présence dans l'ancien championnat soviétique dont il est le successeur.

### Changements d'entraîneur
| Club                     | Entraîneur partant           | Motif du départ            | Date de départ    | Position   | Entraîneur arrivant          | Date d'arrivée    |
| ------------------------ | ---------------------------- | -------------------------- | ----------------- | ---------- | ---------------------------- | ----------------- |
| Zénith Saint-Pétersbourg | André Villas-Boas            | Fin de contrat             | 24 mai 2016       | Pré-saison | Mircea Lucescu               | 24 mai 2016       |
| FK Rubin Kazan           | Valeriy Chaly (en)           | Fin de contrat             | 21 mai 2016       | Pré-saison | Javi Gracia                  | 27 mai 2016       |
| Anji Makhatchkala        | Ruslan Agalarov              | Fin de contrat             | 31 mai 2016       | Pré-saison | Pavel Vrba                   | 30 juin 2016      |
| FK Oufa                  | Sergueï Tomarov (intérim)    | Fin de l'intérim           | 6 juin 2016       | Pré-saison | Viktor Goncharenko           | 6 juin 2016       |
| Spartak Moscou           | Dmitri Alenitchev            | Démission                  | 5 août 2016       | 1er        | Massimo Carrera              | 5 août 2016       |
| FK Rostov                | Kurban Berdyev               | Démission                  | 6 août 2016       | 4e         | Dmitri Kiritchenko (intérim) | 5 août 2016       |
| Lokomotiv Moscou         | Igor Tcherevtchenko          | Démission                  | 10 août 2016      | 9e         | Iouri Siomine                | 26 août 2016      |
| FK Rostov                | Dmitri Kiritchenko (intérim) | Fin de l'intérim           | 9 septembre 2016  | 7e         | Ivan Daniliants (en)         | 9 septembre 2016  |
| FK Krasnodar             | Oleg Kononov                 | Démission                  | 13 septembre 2016 | 7e         | Igor Chalimov                | 13 septembre 2016 |
| Arsenal Toula            | Sergueï Pavlov               | Consentement mutuel        | 5 octobre 2016    | 14e        | Sergueï Kiriakov             | 6 octobre 2016    |
| Oural Iekaterinbourg     | Vadim Skripchenko            | Démission                  | 1er novembre 2016 | 13e        | Aleksandr Tarkhanov          | 3 novembre 2016   |
| Krylia Sovetov Samara    | Franky Vercauteren           | Consentement mutuel        | 1er novembre 2016 | 13e        | Vadim Skripchenko            | 3 novembre 2016   |
| CSKA Moscou              | Leonid Sloutski              | Démission                  | 7 décembre 2016   | 3e         | Viktor Goncharenko           | 12 décembre 2016  |
| FK Oufa                  | Viktor Goncharenko           | Départ pour le CSKA Moscou | 12 décembre 2016  | 8e         | Sergueï Semak                | 30 décembre 2016  |
| Anji Makhatchkala        | Pavel Vrba                   | Consentement mutuel        | 30 décembre 2016  | 11e        | Aleksandr Grigoryan          | 5 janvier 2017    |

## Compétition

### Classement
Le classement est établi sur le barème classique de points (victoire à 3 points, match nul à 1, défaite à 0). Pour départager les équipes à égalité de points, les critères suivants sont utilisés :
1. Nombre de matchs gagnés
2. Confrontations directes (points, matchs gagnés, différence de buts, buts marqués, buts marqués à l'extérieur)
3. Différence de buts générale
4. Buts marqués (général)
5. Buts marqués à l'extérieur (général)

| Rang | Équipe                     | Pts | J  | G  | N  | P  | Bp | Bc | Diff |
| ---- | -------------------------- | --- | -- | -- | -- | -- | -- | -- | ---- |
| 1    | Spartak Moscou             | 69  | 30 | 22 | 3  | 5  | 46 | 27 | +19  |
| 2    | CSKA Moscou T              | 62  | 30 | 18 | 8  | 4  | 47 | 15 | +32  |
| 3    | Zénith Saint-Pétersbourg S | 61  | 30 | 18 | 7  | 5  | 50 | 19 | +31  |
| 4    | FK Krasnodar               | 49  | 30 | 12 | 13 | 5  | 40 | 22 | +18  |
| 5    | Terek Grozny               | 48  | 30 | 14 | 6  | 10 | 38 | 35 | +3   |
| 6    | FK Rostov                  | 48  | 30 | 13 | 9  | 8  | 36 | 18 | +18  |
| 7    | FK Oufa                    | 43  | 30 | 12 | 7  | 11 | 22 | 25 | -3   |
| 8    | Lokomotiv Moscou C         | 42  | 30 | 10 | 12 | 8  | 39 | 27 | +12  |
| 9    | Rubin Kazan                | 38  | 30 | 10 | 8  | 12 | 30 | 34 | -4   |
| 10   | Amkar Perm                 | 35  | 30 | 8  | 11 | 11 | 25 | 29 | -4   |
| 11   | Oural Iekaterinbourg       | 30  | 30 | 8  | 6  | 16 | 24 | 44 | -20  |
| 12   | Anji Makhatchkala          | 30  | 30 | 7  | 9  | 14 | 24 | 38 | -14  |
| 13   | FK Orenbourg P             | 30  | 30 | 7  | 9  | 14 | 25 | 36 | -11  |
| 14   | Arsenal Toula P            | 28  | 30 | 7  | 7  | 16 | 18 | 40 | -22  |
| 15   | Krylia Sovetov Samara      | 28  | 30 | 6  | 10 | 14 | 31 | 39 | -8   |
| 16   | Tom Tomsk P                | 14  | 30 | 3  | 5  | 22 | 17 | 64 | -47  |

Qualifications européennes
Ligue des champions 2017-2018
- 1er : phase de groupes
- 2e : troisième tour pour non-champions

Ligue Europa 2017-2018
- C : phase de groupes
- 3e et 4e : troisième tour de qualification

Relégation en deuxième division
- 13e et 14e : barrage de relégation
- 15e et 16e : relégation en deuxième division

Abréviations
- T : Tenant du titre
- C : Vainqueur de la Coupe de Russie
- S : Vainqueur de la Supercoupe de Russie
- P : Promu de deuxième division

### Résultats
| Résultats (▼dom., ►ext.) | AMK | ANJ | KAZ | KRA | KRY | CSK | LOK | SPA | ORE | OUF | OUR | ROS | TER | TOM | TOU | ZEN |
| Amkar Perm               |     | 2-0 | 1-2 | 0-2 | 0-0 | 0-2 | 0-0 | 0-1 | 3-0 | 1-1 | 1-0 | 1-0 | 1-1 | 1-0 | 1-0 | 1-0 |
| Anji Makhatchkala        | 3-1 |     | 0-1 | 0-0 | 1-3 | 0-0 | 0-0 | 0-2 | 0-0 | 0-1 | 2-3 | 1-2 | 0-0 | 3-3 | 1-0 | 2-2 |
| Rubin Kazan              | 0-0 | 1-2 |     | 0-1 | 3-0 | 0-2 | 2-0 | 1-1 | 0-0 | 2-1 | 3-1 | 0-0 | 0-1 | 2-1 | 1-0 | 0-2 |
| FK Krasnodar             | 1-0 | 0-0 | 1-0 |     | 1-1 | 1-1 | 1-2 | 2-2 | 3-3 | 0-0 | 3-0 | 2-1 | 4-0 | 3-0 | 2-0 | 2-1 |
| Krylia Sovetov Samara    | 2-2 | 2-1 | 0-0 | 1-1 |     | 1-2 | 0-3 | 4-0 | 1-1 | 0-1 | 2-2 | 0-0 | 1-3 | 3-0 | 1-1 | 1-3 |
| CSKA Moscou              | 2-2 | 4-0 | 0-0 | 1-1 | 2-1 |     | 4-0 | 1-2 | 2-0 | 1-0 | 4-0 | 0-0 | 3-0 | 4-0 | 3-0 | 0-0 |
| Lokomotiv Moscou         | 3-3 | 4-0 | 0-1 | 1-2 | 0-0 | 1-0 |     | 1-1 | 4-0 | 0-1 | 1-1 | 0-0 | 2-0 | 2-2 | 1-1 | 0-2 |
| Spartak Moscou           | 1-0 | 1-0 | 2-1 | 2-0 | 1-0 | 3-1 | 1-0 |     | 3-2 | 0-1 | 1-0 | 1-0 | 3-0 | 1-0 | 4-0 | 2-1 |
| FK Orenbourg             | 0-0 | 0-0 | 1-1 | 1-0 | 1-0 | 0-1 | 1-1 | 1-3 |     | 1-1 | 0-1 | 2-0 | 2-1 | 3-1 | 3-0 | 0-1 |
| FK Oufa                  | 1-1 | 2-1 | 2-3 | 0-0 | 1-0 | 0-2 | 0-1 | 1-3 | 1-0 |     | 1-0 | 0-0 | 1-3 | 1-0 | 1-0 | 0-0 |
| FK Oural                 | 1-0 | 0-1 | 1-0 | 1-1 | 1-3 | 0-1 | 1-2 | 0-1 | 2-0 | 2-0 |     | 1-0 | 1-4 | 1-0 | 1-1 | 0-2 |
| FK Rostov                | 0-0 | 2-0 | 4-2 | 0-0 | 2-1 | 2-0 | 1-0 | 3-0 | 1-0 | 1-0 | 0-0 |     | 0-0 | 3-0 | 4-1 | 0-0 |
| Terek Grozny             | 1-3 | 0-1 | 3-1 | 2-1 | 1-0 | 0-1 | 1-1 | 0-1 | 2-1 | 0-1 | 5-2 | 2-1 |     | 0-0 | 3-1 | 2-1 |
| Tom Tomsk                | 1-0 | 0-3 | 2-2 | 1-5 | 0-2 | 0-1 | 1-6 | 0-1 | 1-2 | 1-0 | 1-1 | 0-6 | 1-2 |     | 1-0 | 0-2 |
| Arsenal Toula            | 0-0 | 1-0 | 1-0 | 0-0 | 2-0 | 0-1 | 0-3 | 3-0 | 0-0 | 0-2 | 1-0 | 0-0 | 0-0 | 3-0 |     | 0-5 |
| Zénith Saint-Pétersbourg | 3-0 | 1-1 | 4-1 | 1-0 | 3-1 | 1-1 | 0-0 | 4-2 | 1-0 | 2-0 | 2-0 | 3-2 | 0-1 | 1-0 | 2-0 |     |

### Barrages de relégation
Le treizième et le quatorzième du championnat affrontent respectivement le quatrième et le troisième de la deuxième division à la fin de la saison dans le cadre d'un barrage aller-retour.
L'Arsenal Toula parvient à se défaire du Ienisseï Krasnoïarsk à la faveur d'une victoire 1-0 à domicile faisant suite à une défaite 2-1 à l'extérieur, bénéficiant de la règle des buts marqués à l'extérieur. Dans le même temps, la confrontation entre le SKA-Khabarovsk et le FK Orenbourg n'accouche pas du moindre but lors des deux matchs, le vainqueur devant être désigné par une séance de tirs au but remportée par le SKA sur le score de 5-3, qui est ainsi promu en première division pour la première fois de son histoire tandis qu'Orenbourg est relégué en deuxième division.
| Équipe                    | Aller | Total           | Retour   | Équipe             |
| ------------------------- | ----- | --------------- | -------- | ------------------ |
| Ienisseï Krasnoïarsk (D2) | 2 - 1 | 2 - 2 E         | 0 - 1    | (D1) Arsenal Toula |
| SKA-Khabarovsk (D2)       | 0 - 0 | 0 - 0 5 - 3 tab | 0 - 0 ap | (D1) FK Orenbourg  |

| 25 mai 2018 | Ienisseï Krasnoïarsk (D2)             | 2 - 1 | (D1) Arsenal Toula | Stade central, Krasnoïarsk                            |                                                       |
| 15h30 UTC+3 | Aleksandrov 11e (csc) · Maloyan 90+3e |       | 72e Kombarov       | Spectateurs : 14 000 Arbitrage : Vladislav Bezborodov | Spectateurs : 14 000 Arbitrage : Vladislav Bezborodov |
| 15h30 UTC+3 | Rapport                               |       |                    | Spectateurs : 14 000 Arbitrage : Vladislav Bezborodov | Spectateurs : 14 000 Arbitrage : Vladislav Bezborodov |

| 28 mai 2017 | Arsenal Toula (D1)   | 1 - 0 | (D2) Ienisseï Krasnoïarsk | Stade Arsenal, Toula                                |                                                     |
| 18h00 UTC+3 | Chevtchenko (en) 29e |       |                           | Spectateurs : 13 400 Arbitrage : Vladimir Seldiakov | Spectateurs : 13 400 Arbitrage : Vladimir Seldiakov |
| 18h00 UTC+3 | Rapport              |       |                           | Spectateurs : 13 400 Arbitrage : Vladimir Seldiakov | Spectateurs : 13 400 Arbitrage : Vladimir Seldiakov |

| 25 mai 2018 | SKA-Khabarovsk (D2) | 0 - 0 | (D1) FK Orenbourg | Stade Lénine, Khabarovsk                            |                                                     |
| 12h00 UTC+3 |                     |       |                   | Spectateurs : 11 300 Arbitrage : Sergueï Lapochkine | Spectateurs : 11 300 Arbitrage : Sergueï Lapochkine |
| 12h00 UTC+3 | Rapport             |       |                   | Spectateurs : 11 300 Arbitrage : Sergueï Lapochkine | Spectateurs : 11 300 Arbitrage : Sergueï Lapochkine |

| 28 mai 2017 | FK Orenbourg (D1)                          | 0 - 0 ap          | (D2) SKA-Khabarovsk                                             | Stade Gazovik, Orenbourg                          |                                                   |
| 15h00 UTC+3 |                                            |                   |                                                                 | Spectateurs : 6 971 Arbitrage : Aleksandr Iegorov | Spectateurs : 6 971 Arbitrage : Aleksandr Iegorov |
| 15h00 UTC+3 | Rapport                                    |                   |                                                                 | Spectateurs : 6 971 Arbitrage : Aleksandr Iegorov | Spectateurs : 6 971 Arbitrage : Aleksandr Iegorov |
| 15h00 UTC+3 | Koronov · Chogenov · Malykh (en) · Sivakov | Tirs au but 3 - 5 | Kazankov · Kobialko (en) · Oudaly · Dedechko (en) · Koryan (en) | Spectateurs : 6 971 Arbitrage : Aleksandr Iegorov | Spectateurs : 6 971 Arbitrage : Aleksandr Iegorov |

## Statistiques
| Rang | Joueur             | Club                          | Buts |
| ---- | ------------------ | ----------------------------- | ---- |
| 1    | Fiodor Smolov      | FK Krasnodar                  | 18   |
| 2    | Artiom Dziouba     | Zénith Saint-Pétersbourg      | 13   |
| 3    | Quincy Promes      | Spartak Moscou                | 12   |
| 4    | Ari                | FK Krasnodar Lokomotiv Moscou | 10   |
| 5    | Bekim Balaj        | Terek Grozny                  | 9    |
| 5    | Jonathas           | Rubin Kazan                   | 9    |
| 7    | Giuliano           | Zénith Saint-Pétersbourg      | 8    |
| 7    | Denis Glouchakov   | Spartak Moscou                | 8    |
| 7    | Sergueï Kornilenko | Krylia Sovetov Samara         | 8    |

| Rang | Joueur            | Club                     | Passes |
| ---- | ----------------- | ------------------------ | ------ |
| 1    | Timofei Kalachev  | FK Rostov                | 10     |
| 2    | Manuel Fernandes  | Lokomotiv Moscou         | 9      |
| 2    | Quincy Promes     | Spartak Moscou           | 9      |
| 4    | Giuliano          | Zénith Saint-Pétersbourg | 7      |
| 4    | Cristian Pasquato | Krylia Sovetov Samara    | 7      |
| 6    | Oleg Chatov       | Zénith Saint-Pétersbourg | 6      |
| 7    | Oleg Ivanov       | Terek Grozny             | 5      |
| 7    | Zé Luís           | Spartak Moscou           | 5      |
| 7    | Alekseï Miranchuk | Lokomotiv Moscou         | 5      |
| 7    | Mauricio Pereyra  | FK Krasnodar             | 5      |
| 7    | Dmitri Poloz      | FK Rostov                | 5      |

### Affluences
Le Spartak Moscou affiche de loin l'affluence moyenne la plus élevée de la saison avec une moyenne de 32 760 spectateurs par match. Il est suivi du Zénith Saint-Pétersbourg qui affiche une moyenne de 18 557 spectateurs et du FK Krasnodar qui en compte 15 886. Le Tom Tomsk a quant à lui la pire affluence moyenne avec seulement 4 492 spectateurs par match. L'Oural Iekaterinbourg et le FK Orenbourg affichent quant à eux respectivement 5 319 et 5 415 spectateurs en moyenne par match. Il faut cependant noter que ces trois clubs évoluent dans les stades les plus petits du championnat, comptant chacun une dizaine de milliers de places pour les deux premiers et seulement 7 500 dans le cas d'Orenbourg.
À noter également les changements de stades du FK Krasnodar et du CSKA Moscou qui emménagent respectivement au stade FK Krasnodar et à la VEB Arena en cours de saison.
| #     | Club                     | Capacité      | Moyenne | Total     |
| ----- | ------------------------ | ------------- | ------- | --------- |
| 1     | Spartak Moscou           | 42 000        | 32 760  | 491 404   |
| 2     | Zénith Saint-Pétersbourg | 21 405        | 18 557  | 278 354   |
| 3     | FK Krasnodar             | 31 654 34 291 | 15 886  | 259 826   |
| 4     | Terek Grozny             | 30 597        | 15 230  | 228 454   |
| 5     | CSKA Moscou              | 18 636 30 000 | 14 454  | 216 806   |
| 6     | Arsenal Toula            | 20 048        | 10 920  | 163 807   |
| 7     | Lokomotiv Moscou         | 28 800        | 10 533  | 157 991   |
| 8     | FK Rostov                | 15 843        | 10 385  | 153 770   |
| 9     | Rubin Kazan              | 45 379        | 9 651   | 144 759   |
| 10    | Amkar Perm               | 17 000        | 7 156   | 107 340   |
| 11    | Krylia Sovetov Samara    | 33 004        | 6 989   | 104 841   |
| 12    | FK Oufa                  | 15 234        | 6 811   | 102 164   |
| 13    | Anji Makhatchkala        | 26 400        | 6 774   | 101 603   |
| 14    | FK Orenbourg             | 7 500         | 5 415   | 81 232    |
| 15    | Oural Iekaterinbourg     | 10 000        | 5 319   | 79 783    |
| 16    | Tom Tomsk                | 10 028        | 4 492   | 67 382    |
| Total | Total                    | Total         | 11 415  | 2 739 516 |

## Les 33 meilleurs joueurs de la saison
À l'issue de la saison, la fédération russe de football désigne les 33 meilleurs joueurs du championnat (ru).
Gardien
1. Igor Akinfeïev (CSKA Moscou)
2. Artiom Rebrov (Spartak Moscou)
3. Guilherme (Lokomotiv Moscou)

Arrière droit
1. Mário Fernandes (CSKA Moscou)
2. Igor Smolnikov (Zénith Saint-Pétersbourg)
3. Vitali Kalechine (en) (FK Krasnodar)

Défenseur central droit
1. Vassili Bérézoutski (CSKA Moscou)
2. Vedran Ćorluka (Lokomotiv Moscou)
3. Serdar Taşçı (Spartak Moscou)

Défenseur central gauche
1. César Navas (FK Rostov)
2. Gueorgui Djikiya (Amkar Perm/Spartak Moscou)
3. Fiodor Koudriachov (Rubin Kazan)

Arrière gauche
1. Dmitri Kombarov (Spartak Moscou)
2. Vitaliy Denisov (Lokomotiv Moscou)
3. Domenico Criscito (Zénith Saint-Pétersbourg)

Milieu défensif
1. Fernando (Spartak Moscou)
2. Christian Noboa (FK Rostov)
3. Pontus Wernbloom (CSKA Moscou)

Milieu droit
1. Quincy Promes (Spartak Moscou)
2. Timofei Kalachev (FK Rostov)
3. Aleksandr Samedov (Lokomotiv Moscou/Spartak Moscou)

Milieu central
1. Denis Glouchakov (Spartak Moscou)
2. Alan Dzagoïev (CSKA Moscou)
3. Aleksandr Golovine (CSKA Moscou)

Milieu gauche
1. Roman Zobnine (Spartak Moscou)
2. Iouri Jirkov (Zénith Saint-Pétersbourg)
3. Oleg Chatov (Zénith Saint-Pétersbourg)

Attaquant droit
1. Artyom Dziouba (Zénith Saint-Pétersbourg)
2. Zé Luís (Spartak Moscou)
3. Aleksandr Boukharov (FK Rostov)

Attaquant gauche
1. Fiodor Smolov (FK Krasnodar)
2. Dmitri Poloz (FK Rostov)
3. Alekseï Miranchuk (Lokomotiv Moscou)